# Torgauer Bund

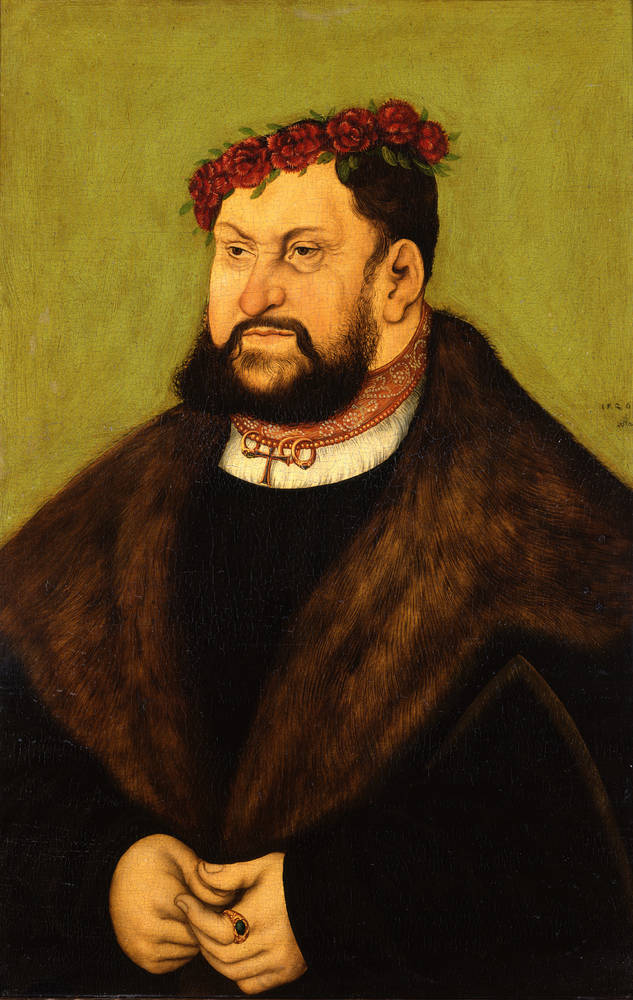
Johann der Beständige, porträtiert von Lucas Cranach d. Ä. 1526

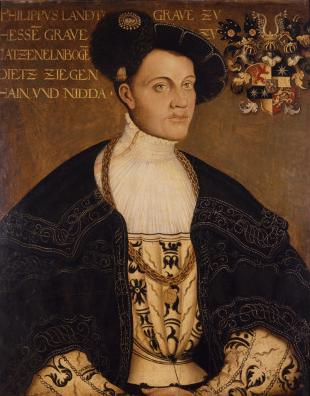
Philipp der Großmütige

Der protestantische Torgauer Bund (lila) und der katholische Dessauer Bund (gelb).

Der Torgauer Bund (auch Gotha-Torgauisches Bündnis oder Torgauer Bündnis genannt) war eine Reaktion protestantischer Fürsten auf den Dessauer Bund, die Vereinigung katholischer Landesherren in Norddeutschland  zur Zeit der deutschen Reformation. Der Ursprungsvertrag zum Torgauer Bund wurde am 27. Februar 1526 (nach anderer Quelle am 5. März 1526) in Gotha zwischen Hessen und Kursachsen unterzeichnet. Diese Vereinbarung war Grundlage für einige nachfolgende Bündnisbeitritte in Torgau, wo die ernestinische Linie der Wettiner residierte. Mit dem Torgauer Bund konstituierte sich erstmals eine protestantische Vereinigung.

## Hintergründe
Nach Durchsickern der Information über die Bildung der katholischen Interessengemeinschaft setzten sich Kurfürst Johann von Sachsen und Landgraf Philipp von Hessen in Gotha zusammen. Sie gelobten einander beizustehen, wenn es mit der Umsetzung einer neuen Kirchenordnung in ihren Ländern oder in Glaubensfragen Schwierigkeiten gäbe oder militärische Hilfe notwendig werde.
Eine heikle Situation ergab sich in Magdeburg. Die Bürger waren mehrheitlich dem Luthertum zugetan, hatten aber mit Kardinal Albrecht einen Erzbischof, dessen erklärter Wille die Bekämpfung der „lutherischen Sekte“ war. Er war daher von Anfang an beim antiprotestantischen Dessauer Bund dabei.
Zur Abwehr erzbischöflicher Maßnahmen verbündete sich Magdeburg mit dem Kurfürsten Johann von Sachsen und Landgraf Philipp von Hessen am 4. Mai 1526 in Torgau. Johann von Sachsen lud die reformatorisch gesinnten Fürsten zu einem Treffen nach Magdeburg ein, um gemeinsam über die regionale politische Konstellation zu beraten. Anschließend kam der Magdeburger Vertrag vom 12. Juni 1526 mit dem Beitritt weiterer, dem protestantischen Glauben zugeneigten, Fürsten zum Torgauer Bund zustande. Letzterer sollte sich als Basis für alle künftigen politischen und militärischen Unternehmungen der lutherischen Seite erweisen.

## Folgen
Die im Torgauer Bund vereinten Fürsten agierten mit mehr Erfolg als ihr Dessauer Widerpart. Auf dem Reichstag zu Speyer 1526 versuchten sich die Anhänger beider christlicher Glaubensrichtungen politisch im Kompromisswege zu verständigen. Das Wormser Edikt wurde aufgehoben. Der Reichsabschied enthielt die Duldung der neuen Glaubensrichtung bis zu einem Konzil.
Auf dem zweiten Reichstag zu Speyer 1529 und dem Reichstag zu Augsburg 1530 wandte sich jedoch das Blatt zu Gunsten der katholischen Seite, zumal Kaiser Karl V. am althergebrachten Glaubenscodex festhielt. Die protestantische Seite schloss sich deshalb 1531 zum Schmalkaldischen Bund zusammen, der den Torgauer Bund ablöste.

## Mitglieder
Dem Torgauer Bund protestantischer Fürsten gehörten unter anderem an:
- Kurfürst Johann von Sachsen
- Landgraf Philipp I. von Hessen
- Herzog Heinrich V. von Mecklenburg-Schwerin
- Herzog Albrecht VII. von Mecklenburg-Güstrow (bis 1530)
- Herzog Albrecht I. von Brandenburg-Ansbach
- Herzog Ernst der Bekenner, Herzog von Braunschweig und Lüneburg
- Herzog Franz von Braunschweig-Lüneburg
- Herzog Philipp I. von Braunschweig-Grubenhagen
- Graf Albrecht VII. von Mansfeld
- Fürst Wolfgang von Anhalt-Köthen
- Stadt Magdeburg